# Distretto di Elbeyli
Il distretto di Elbeyli (in turco Elbeyli ilçesi) è uno dei distretti della provincia di Kilis, in Turchia.